# Sín-šarra-iškún
Sín-šarra-iškún (akkad. (Bůh) Sín, hrozivý král) byl jedním z posledních králů Novoasyrské říše a byl u moci mezi roky 623 (627) – 612 př. n. l. V Béróssově spisu Babylóniaka je uváděn pod jménem Saràkos (Saracus).

## Začátek vlády
Byl to Aššurbanipalův syn, bratr předchozího krále Aššur-etel-ilániho a pravděpodobně i bratr posledního asyrského krále (podle babylonských záznamů) Aššur-uballita II. Vzhledem na nedostatek zdrojů z tohoto období o něm neexistuje mnoho informací. Pravděpodobně nastoupil na trůn r. 627 př. n. l. a sváděl boj o moc s Aššur-etel-ilánim a se vzbouřivším se generálem Sin-šumu-liširem.

## Poslední konflikt s Babylonií
Poté, co se mu podařilo porazit své domácí rivaly, vyvstala před Sín-šarra-iškúnem mnohem větší hrozba. Roku 626 př. n. l. povstala vazalská babylonská provincie pod vedením dosud neznámého Nabopolassara. Následovala dlouhá válka, odehrávající se přímo v srdci Mezopotámie. Nabopolassar se pokusil dobýt Nippur, hlavní centrum asyrské moci v Babylonii, ale neuspěl, protože městu přispěchali na pomoc asyrské posily. Přesto se mu podařilo porazit asyrskou armádu v poli a roku 626 př. n. l. se nechává v Babylónu korunovat králem.
Sín-šarra-iškún pak začíná ztrácet pevnou půdu pod nohama. Roku 624 př. n. l. sice dobyl Uruk, ale rychle jej znovu ztrácí. A když se o rok později s mohutnou armádou vypravil na konečné zúčtování s Babylonií, zastihla ho při výpravě zpráva o vypuknutí povstání v jeho asyrské domovině. Poslal vojsko na potlačení vzpoury, ale to se vzdalo bez boje a vzbouřenci se bez potíží zmocnili Ninive. Roku 621 př. n. l. Nabopolassar úspěšně dobyl Nippur a tím zlomil asyrskou moc na území Babylonie.

## Obrana Asýrie
Roku 616 př. n. l. se již Nabopolassar cítil dostatečně silný k přesunu bojů více na sever a zaútočil na asyrská území. Během krátkého období oblehl a dobyl Aššúr, Nimrud a s pomocí Médů a Skytů dobyl i Ninive (r. 612 př. n. l.) Osud Sín-šarra-iškúna není jasný, protože část babylonských záznamů popisujících pád Ninive je poškozena. Nehledě na jeho případnou záchranu po zničení města se území Asýrie scvrklo na malou oblast kolem posledního asyrského hlavního města Harranu pod vládou Aššur-uballita II.